# Guillermo Pérez Pitton
Guillermo Pérez Pitton (8 de septiembre de 1915-11 de noviembre de 1978) fue un militar argentino, perteneciente a la Armada Argentina, que alcanzó la jerarquía de contraalmirante. Durante la autoproclamada Revolución Argentina se desempeñó como Gobernador de la provincia de Chubut entre el 26 de marzo de 1968 y el 31 de julio de 1970.

## Biografía
Egresó de la Escuela Naval Militar, a la cual ingresó en 1931, egresando el 3 de julio de 1936 como guardiamarina. Perteneció a la Infantería de marina. Tuvo diversos destinos en su carrera militar, entre los que se destacan la Base Aeronaval Punta Indio, la Dirección de Personal de la Armada.
Participó, siendo capitán, de la Revolución Libertadora, ya que era opositor al gobierno de Juan Domingo Perón, integrando un grupo que comandaba el almirante Isaac Rojas y que se sublevaron contra el gobierno constitucional en la Base Naval Puerto Belgrano para el éxito del golpe que comandaba el Ejército en 1955.
Ya encontrándose retirado, el gobierno de facto de Juan Carlos Onganía lo nombró como gobernador de Chubut. De su gestión se destaca un decreto en el que obligaba a que todo el personal que ingrese a la administración pública tuviese obligatoriamente el secundario completo.